# Верхний Пунтэй
Верхний Пунтэй — река в России, протекает по Мурманской области. Устье реки находится в 44 км по левому берегу реки Лумбовка. Длина реки составляет 15 км.

## Данные водного реестра
По данным государственного водного реестра России относится к Баренцево-Беломорскому бассейновому округу, водохозяйственный участок реки — реки бассейна Белого моря от западной границы бассейна реки Иоканга (мыс Святой Нос) до восточной границы бассейна реки Нива, без реки Поной. Речной бассейн реки — бассейны рек Кольского полуострова и Карелии, впадает в Белое море.
Код объекта в государственном водном реестре — 02020000212101000005475.